# Ha-7
Ha-7 (波号第七潜水艦, Ha-go Dai-nana sensuikan) — підводний човен Імперського флоту Японії. До введення у Японії в 1923 році нової системи найменування підводних човнів мав назву «Підводний човен № 16» (第十六潜水艇).
У другій половині 1900-х років Імперський флот придбав у Великій Британії два споруджені компанією Vickers човни типу С, які стали відомі в Японії як тип С1, тоді як 3 подібні кораблі спорудили на корабельні в Куре з частковим використанням британського обладнання та віднесли до типу C2. За кілька років на тлі Першої світової війни японці вирішили підсилити флот ще двома човнами, конструкція яких в цілому відповідала британському проєкту, проте мала певні удосконалення, зокрема підсилили озброєння шляхом встановлення ззовні корпусу двох додаткових торпедних апаратів та змінили місце розташування керма. Модифікована таким чином конструкція дістала назву типу С3.
Одним з представників типу С3 став «Підводний човен № 16», який завершили будівництвом у листопаді 1916-го та класифікували як підводний човен 2-го класу.
У грудні 1916-го корабель увійшов до складу 4-ї дивізії підводних човнів, а з 2 листопада 1918-го продовжив службу у 13-й дивізії підводних човнів. 1 листопада 1919-го «Підводний човен № 16» передали у військово-морський округ Йокосука (до того служба корабля проходила в Куре) до 1-ї дивізії підводних човнів, але вже 15 березня 1921-го повернули до 13-ї дивізії.
З 1 квітня 1919-го корабель класифікували як належний до 3-го класу.
15 червня 1923-го «Підводний човен № 16» перейменували на Ha-7.
1 квітня 1929-го Ha-7 виключили зі списків ВМФ та призначили на злам.